# L'Assumpció de Bossost
L'Assumpció de Bossòst, la Purificació de Bossòst o la Puríssima de Bossòst (en aranès Mair de Diu dera Purificacion) és una església romànica de Bossòst (Vall d'Aran) protegida com a bé cultural d'interès nacional.

## Descripció
L'església parroquial de l'Assumpció és una notable construcció romànica del segle xii, de planta basilical, de tres naus separades per arcs formers que descansen sobre pilars circulars a través d'àbacs llisos, i cobertes amb volta de canó seguit sobre arcs torals, la central, i de quart de cercle les laterals. Les naus són capçades per un absis trilobulat, decorat exteriorment per arcuacions cegues, lesenes i cornises, si bé l'absis Nord és mig derruït exteriorment. Té dues portades: la més notable és la del mur de tramuntana, formada per tres arcuacions llises d'arc de mig punt, en degradació, que descansen sobre dues columnes per banda, amb el fust llis i els capitells decorats amb motius vegetals i llaceries. La llinda és ornada amb escacats i l'anagrama de Crist, i el timpà és format per una sola pedra de marbre, amb uns relleus que representen el Pantocràtor flanquejat per un àngel, el sol i la lluna, i el símbol dels evangelistes. La portada de migdia, més senzilla, sembla més tardana (segle xiii).
A l'interior, guarda uns frontals d'altar barrocs (segle XVII) de fusta policromada, així com una pica baptismal d'immersió, romànica es troba encastada en una columna de l'església i té forma de flor. És de grans dimensions, realitzada en pedra i formada per dos cossos diferenciats: el cos i la pica. La pica, de format circular, consta de tres franges llises en horitzontal i en degradació continuada fins a coincidir amb el peu. Aquest està format per dues peces rejuntades amb calç a la zona de trobament. El peu de la pica reposa sobre una base de ciment pòrtland lliscat. Conserva un peu d'altar, romànic, molt senzill. Originàriament aquesta pica es trobava a la plaça major formant part d'una gran font pública.

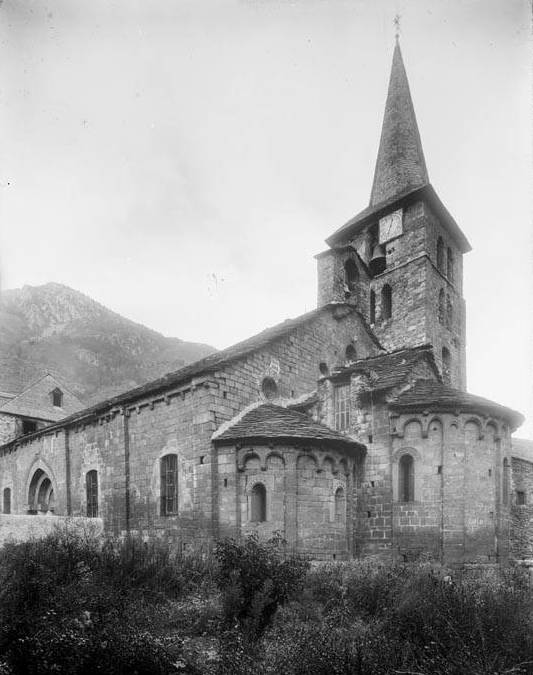
Absis de l'església d'Era Asumpcion de Maria de Bossòst el 1907

A l'absis central han estat descobertes restes d'unes pintures murals d'època gòtica (s.XIV), que representen l'adoració dels reis i la disputa dels doctors.
El campanar de torre, de quatre pisos, és d'una gran esveltesa. És de planta quadrada, amb finestres amb arc de mig punt i arcuacions decoratives que indiquen la divisió dels pisos. És independent de la resta del temple.
La portalada Nord, està estructurada en tres arcs de mig punt, en degradació que sobresurt lleugerament respecte al mur de la façana. El darrer arc envolta el timpà amb un escacat que continua per la llinda: el primer arc és extradossat per una arquivolta a manera de guardapols. El timpà és semiesfèric envoltat com hem dit per una franja escacada amb una confusa representació iconogràfica. Alguns autors l'identifiquen amb Maiestas Mariae (Puig i Cadafalch,Dalmases i Pitarch) i altres amb la Maiestas Domini (Sarrate,Junyent i Carbonell).
Es tracta de la respresentació d'una figura central sense barba i amb un vel que es tanca a l'altura del coll; no incorpora la figura de l'infant i disposa de símbols del sol i la lluna; la resta de l'espai és ocupat amb decoració zoomòrfica. Tot aquest conjunt reposa sobre dues columnes a banda i banda, de fust llis i cilíndric, capçades per capitells esculpits i assentades sobre bases àtiques. Aquesta tipologia de portalada correspon a la de Sant Feliu de Vilac i Sant Pèir d'Escunhau.
La portalada Sud està formada per tres arcs lleugerament apuntats i en degradació; cada un d'ells reposa sobre una imposta llisa en angle recte. La llinda mostra ornamentació vegetal i el timpà exhibeix l'anagrama de Crist dins un cercle (crismó). El timpà és lleugerament apuntat, decorat com ja hem dit amb un crismó al centre. A banda i banda del crismó hi podem veure uns cercles delimitats en els angles inferiors per una línia en dent de serra. El Crismó es forma per la P (rho) i la X(khi), l'alfa i l'omega amb l'ordre invertit i una S en sentit contrari. El guardapols, està decorat amb un doble escacat acompanyat de botons semiesfèrics. Caldria saber si originàriament les impostes anaven acompanyades de columnes.
La reixa de l'absidiola és de ferro forjat i té com a motius decoratius a la part superior una mena de reganyols i flors mig obertes, les barres són totalment llises.
El pedró és un pedestal romànic fet en marbre que aguanta l'arc de l'altar. La seva decoració és molt senzilla, en l'estructura general d'aquest cos destaquen dos columnes treballades sense capitells ni bases.
La roda de campanes, que antigament estava a prop de la tribuna, era molt utilitzada amb la litúrgia antiga. Avui dia ja no es fa servir. Aquest petit carrusel està fet amb fusta i conserva encara les vuit campanes originals.
A la nau de l'evangeli hi ha el Retaule de Sant Cristòfol, del segle xvii. Només resta el marc arquitectònic i la imatge del Sant. Al presbiteri del costat de l'evangeli hi ha la pintura mural representant l'adoració dels Reis i la disputa dels Doctors, de transició al gòtic, realitzada el segle xiv.

## Història
La portalada de la cara nord de l'església romànica, està inusualment ubicada degut a l'emplaçament originari del poble de Bossòst a la banda septentrional respecte l'església.
Popularment aquesta portalada és coneguda com la "porta del bisbe".